# Världsmästerskapen i bordtennis 2009
 Världsmästerskapen i bordtennis 2009 spelades i Yokohama under perioden 28 april-5 maj 2009. Kina dominerade tävlingarna, och vann för tionde gången (och tredje gången i rad) alla medaljer man kunde.
Fjärderankade Timo Boll från Tyskland tvingades dra sig ur herrsingelturneringen efter en ryggskada. Då han dragit sig ur toppseedades kineser bland de fyra främsta både i herr- och damsingel. 

## Medaljsummering

### Medaljligan
| Pl.   | Nation   | Guld | Silver | Brons | Totalt |
| ----- | -------- | ---- | ------ | ----- | ------ |
| 1     | Kina     | 5    | 5      | 7     | 17     |
| 2     | Hongkong | 0    | 0      | 1     | 1      |
| 2     | Japan    | 0    | 0      | 1     | 1      |
| 2     | Sydkorea | 0    | 0      | 1     | 1      |
| Total | Total    | 5    | 5      | 10    | 20     |

### Discipliner
| Disciplin               | Guld               | Silver            | Brons                        |
| Herrsingel Detaljer...  | Wang Hao           | Wang Liqin        | Ma Long                      |
| Herrsingel Detaljer...  | Wang Hao           | Wang Liqin        | Ma Lin                       |
| Damsingel Detaljer...   | Zhang Yining       | Guo Yue           | Liu Shiwen                   |
| Damsingel Detaljer...   | Zhang Yining       | Guo Yue           | Li Xiaoxia                   |
| Herrdubbel Detaljer...  | Chen Qi Wang Hao   | Ma Long Xu Xin    | Hao Shuai Zhang Jike         |
| Herrdubbel Detaljer...  | Chen Qi Wang Hao   | Ma Long Xu Xin    | Seiya Kishikawa Jun Mizutani |
| Damdubbel Detaljer...   | Guo Yue Li Xiaoxia | Ding Ning Guo Yan | Jiang Huajun Tie Ya Na       |
| Damdubbel Detaljer...   | Guo Yue Li Xiaoxia | Ding Ning Guo Yan | Kim Kyung-Ah Park Mi-Young   |
| Mixeddubbel Detaljer... | Li Ping Cao Zhen   | Zhang Jike Mu Zi  | Zhang Chao Yao Yan           |
| Mixeddubbel Detaljer... | Li Ping Cao Zhen   | Zhang Jike Mu Zi  | Hao Shuai Chang Chenchen     |

## Spelplats

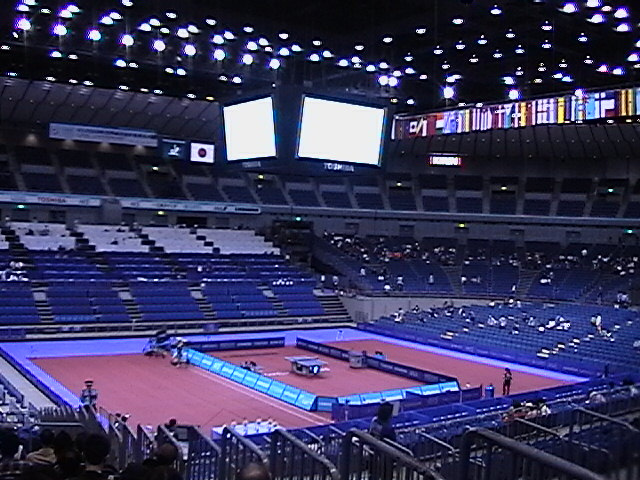
Inuti arenan.

- Yokohama Arena

## Finaler
Alla fem finalerna blev helkinesiska.

### Herrsingel
Wang Hao
Världsettan Wang Hao besegrade Wang Liqin i herrsingelfinalen, vilket blev Kinas tredje raka världsmästartitel i herrsingel och totalt femtonde världsmästartitel i herrsingel.

### Damsingel
Zhang Yining
Olympiske guldmedaljören Zhang Yining besegrade sin landsmaninna, Liu Shiwen, i sena semifinalen medan Guo Yue, regerande mästarinna, besegrade Li Xiaoxia i den andra semifinalen. Zhang besegrade sedan Guo i finalen, och spelade därmed hem Kinas artonde titel i damsingel.

### Herrdubbel
Chen Qi /  Wang Hao
I semifinalerna vann Ma Long och Xu Xin över Jun Mizutani och Seiya Kishikawa från Japan och mötte Chen Qi och Hao, i finalen. Chen och Hao vann titeln.

### Damdubbel
Guo Yue /  Li Xiaoxia
I damdubbel-semifinalerna vann Guo och Li över Jiang Huajun och Tie Yana från Hongkong medan Ding Ning och Guo Yan vann mot Sydkoreas Kim Kyung-Ah och Park Mi-Young.

### Mixeddubbel
Li Ping /  Cao Zhen
I mixeddubbel vann Li Ping och Cao Zhen.

### Fotnoter
1. 1 2 3 4  ”China dominates World Table Tennis Championships”. AFP. 5 maj 2009. Arkiverad från originalet den 3 januari 2013. https://archive.is/20130103094346/http://www.google.com/hostednews/afp/article/ALeqM5iBjzRuM7w6XoK7l-RDbQWVXYu6Gw. Läst 6 maj 2009.
2. 1 2 3 4  ”Table Tennis: Zhang reclaims title”. Sky Sports. 5 maj 2009. http://www.skysports.com/story/0,19528,12993_5282802,00.html. Läst 6 maj 2009.
3. ↑  ”China dominates World Table Tennis Championships”. AFP. 5 maj 2009. Arkiverad från originalet den 3 januari 2013. https://archive.is/20130103094346/http://www.google.com/hostednews/afp/article/ALeqM5iBjzRuM7w6XoK7l-RDbQWVXYu6Gw. Läst 6 maj 2009.